# 카를로스 루이스 에레로
카를로스 루이스 에레로(스페인어: Carlos Ruiz Herrero, 1948년 6월 7일, 바스크 주 빌바오 ~)는 줄여서 카를로스(스페인어: Carlos)로 알려진 스페인의 전 축구 선수로, 현역 시절 공격수로 활약했다.
그는 아틀레틱 빌바오 소속으로 11년 동안 라 리가에서 활동했는데, 그동안 275번의 공식 경기에 출전해 115골을 기록했다.

## 클럽 경력
카를로스는 비스카이아 도 빌바오 출신으로, 대가족의 10남매 중 셋째로 났고, 장성한 카를로스는 아틀레틱 빌바오에서 11년을 보냈는데, 그에 앞서 구단의 2군 소속으로 1년을 보냈는데, 그는 1969년에 같은 바스크 연고의 지역 구단 게초에서 이적했다. 1970년 9월 12일, 그는 1-1로 비긴 바르셀로나와의 안방 경기에서 1군 경기 신고식을 치렀다.
그 후로, 카를로스는 붙박이 주전까지는 아니였으나, 선수단의 주축으로 활동했다. 1974-75 시즌, 그는 현역 신고식을 치른 이래 역대 최고인 32경기 출전 19골을 기록해 트로페오 피치치의 주인공이 되었으나, 라 리가를 10위의 초라한 성적에 그쳤다. 1977년 5월 18일, 그는 2-1로 이긴 유벤투스와의 1976-77 시즌 UEFA컵 결승전에 출전했다. 이 경기에서 그는 유럽대항전에서 5번째이자 마지막 득점을 올렸으나, 이탈리아 구단이 원전 다등점 원칙에 따라 우승을 차지하게 되었다.
카를로스는 득점왕 등극 이후에도 아틀레틱을 떠날 때까지 두 자리 수 득점을 기록했는데, 특히 1977-78 시즌에는 16골을 기록했으나, 몇 차례 중상 재활로 빠지게 되었다. 그는 1982년, 34세의 나이로 에스파뇰에서 1년을 더 보낸 후 은퇴했는데, 234번의 경기에서 83골을 기록했다.

## 국가대표팀 경력
카를로스는 스페인 성인 국가대표팀 경기에 출전한 적이 없으나 U-21 국가대표팀 경기에 한 차례 출전했는데, 그 경기는 엘체의 마누엘 마르티네스 발레로에서 벌어진 유고슬라비아 U-21 축구 국가대표팀 경기였다.

## 사생활
그는 현역 선수로 활동하면서 레이오아의 빌바오 대학교(오늘날의 바스크 주립 대학)에서 의학을 전공하였다. 루이스는 직후 선수 관리에 특화된 의사가 되었다. 그는 여러 스포츠 구단의 다양한 역할을 맡았는데, 예를 들어 카하빌바오 농구단, 스페인 국가대표팀, 핸드볼 국가대표팀, 그리고 여자 축구 국가대표팀의 선수단을 보좌했다.
2011년, 루이스는 페르난도 가르시아 마쿠아의 아틀레틱 빌바오 회장 선거를 도왔지만, 낙선했다.

## 수상

### 클럽
아틀레틱 빌바오
- 코파 델 헤네랄리시모:
  - 우승: 1972–73
  - 준우승: 1976–77
- UEFA컵 준우승: 1976–77

### 개인
- 라 리가 트로페오 피치치: 1974–75